# Agnieszka Świerczewska-Gwiazda
Agnieszka Katarzyna Świerczewska-Gwiazda – polska matematyk, doktor habilitowana nauk matematycznych. Specjalizuje się w równaniach różniczkowych cząstkowych. Profesor nadzwyczajny w Instytucie Matematyki Stosowanej i Mechaniki Wydziału Matematyki, Informatyki i Mechaniki Uniwersytetu Warszawskiego (Zakład Równań Fizyki Matematycznej).

## Życiorys
Studia matematyczne ukończyła na Uniwersytecie Warszawskim w 2001. Na studia doktoranckie wyjechała do Niemiec w ramach stypendium Deutsche Forschungsgemeinschaft Graduiertenkolleg na niemieckim Technische Universität Darmstadt, gdzie w 2004 obroniła doktorat i pracowała jako asystent przez jeden semestr. Po odbyciu krótkich staży naukowych we Włoszech została następnie zatrudniona w 2005 na macierzystym UW, gdzie habilitowała się w 2014. W kadencji 2016-2020 pełni na Wydziale Matematyki, Informatyki i Mechaniki UW funkcję prodziekana ds. finansowych.
Swoje prace publikowała w takich czasopismach jak m.in. „SIAM Journal on Mathematical Analysis”, „Communications in Partial Differential Equations”, „Mathematical Models and Methods in the Applied Sciences”, „Journal of Functional Analysis” oraz „Nonlinearity”.